# Norma Rae
Norma Rae is een Amerikaanse dramafilm uit 1979, gebaseerd op het leven van activiste Crystal Lee Sutton. Martin Ritt was de regisseur.

## Verhaal
Norma Rae Webster werkt onder slechte omstandigheden in een katoenfabriek en probeert daarom alles te verbeteren door een vakbond op te richten.

## Prijzen
Actrice Sally Field won verschillende prijzen voor haar rol als Norma Rae, waaronder een Oscar, een Golden Globe en de prijs voor beste actrice bij het Filmfestival van Cannes. Het nummer It Goes Like It Goes van David Shire en Norman Gimbel, dat speciaal voor de film geschreven was, won ook een Oscar. De film werd in 2011 opgenomen in de National Film Registry.

## Rolverdeling
| Acteur           | Personage         |
| ---------------- | ----------------- |
| Sally Field      | Norma Rae Webster |
| Beau Bridges     | Sonny Webster     |
| Ron Leibman      | Reuben Warshowsky |
| Pat Hingle       | Vernon            |
| Barbara Baxley   | Leona             |
| Gail Strickland  | Bonnie Mae        |
| Morgan Paull     | Wayne Billings    |
| John Calvin      | Ellis Harper      |
| Noble Willingham | Leroy Mason       |
| Grace Zabriskie  | Linette Odum      |